# Margaret Aston
Margaret Aston, nata Margaret Evelyn Bridges (Headley, 9 ottobre 1932 – Chipping Ongar, 22 novembre 2014) è stata una storica britannica. È nota soprattutto per i suoi studi sul Basso Medioevo e sulla storia della Chiesa.

## Biografia
Margaret Evelyn Bridges nacque a Headley nel 1932, figlia di Edward Bridges e Monica Farrer e nipote del poeta laureato Robert Bridges. Nel 1951 si immatricolò al Lady Margaret Hall dell'Università di Oxford, dove successivamente conseguì il dottorato di ricerca nel 1962.
Dal 1956 insegnò al St Anne's College di Oxford e poi fu research fellow del Newnham College dell'Università di Cambridge. Dal 1966 al 1969 insegnò all'Università Cattolica d'America e durante questo periodo pubblicò la sua prima opera, una biografia dell'arcivescovo Thomas Arundel. Nel 1968 pubblicò The fifteenth century: the prospect of Europe, il risultato delle ricerche effettuate alla Folger Shakespeare Library.
Nel 1969 divorziò dallo storico Trevor Aston, suo marito dal 1954, e nel 1971 si risposò con il diplomatico Paul Buxton, di cui adottò i figli Charles, Toby e Mary; la coppia ebbe anche due figlie proprie, Sophie e Hero.
Dopo il matrimonio con Buxton continuò l'attività di storica in maniera indipendente e non fu più affiliata ad alcuna università. Pubblicò altre cinque monografie tra il 1984 e il 2014, occupandosi prevalentemente di storia del cristianesimo. Nel 1988 pubblicò la sua opera più nota, England's iconoclasts: laws against images. Per la sua attività da storica fu eletta membro della Royal Historical Society, della Society of Antiquaries of London (1987), della British Academy (1994) e fu presidente della Ecclesiastical History Society dal 2000 al 2001.
Rimasta vedova nel 2009, morì nel 2014 all'età di ottantadue anni.

## Opere
- Margaret Aston, Thomas Arundel: a study of church life in the reign of Richard II, Oxford, Clarendon Press, 1967, ISBN 0198213484.
- Margaret Aston, The Fifteenth Century: the prospect of Europe, Londra, Thames & Hudson, 1968.
- Margaret Aston, Lollards and Reformers: images and literacy in late medieval religion, Londra, Hambledon Press, 1984, ISBN 0907628184.
- Margaret Aston, England's iconoclasts: laws against images, Oxford, Clarendon Press, 1988, ISBN 0198224389.
- Margaret Aston, The kings bedpost: reformation and iconography in a Tudor group portrait, Cambridge, Cambridge University Press, 1993, ISBN 052148457X.
- Margaret Aston, Faith and fire: popular and unpopular religion, 1350-1600, Londra, Hambledon, 1993, ISBN 1852850736.
- Margaret Aston, The Renaissance Complete, Londra, Thames & Hudson, 2009, ISBN 0500284598.
- Margaret Aston, Broken Idols of the English Reformation, Cambridge, Cambridge University Press, 2014, ISBN 9780521770187.